# Église Saint-Saturnin d'Aignan
L'église Saint-Saturnin d'Aignan est une église romane du XIIe siècle située à Aignan dans le département français du Gers et la région Midi-Pyrénées.

## Situation
L'église se trouve au centre de la commune, rue Saint-Saturnin.

## Histoire
L'église est dédiée à saint Saturnin ou Sernin, évêque de Toulouse, mais elle est également dédiée à saint Laurent et on la trouve parfois mentionnée sous cette appellation.
Datée du XIIe siècle, l'église Saint-Saturnin remonte à un premier édifice plus ancien, du XIe siècle. Elle subit au cours des siècles des dégradations multiples, dues aux affrontements entre Français et Anglais au cours de la guerre de Cent Ans (en 1355, par les troupes d'Édouard de Woodstock, le Prince noir), puis aux guerres de Religion. Elle a donc été fortement remaniée et agrandie jusqu'au XIXe siècle, mais elle conserve néanmoins des vestiges remarquables de son architecture et de sa décoration d'origine.
La première église du XIe siècle comprenait trois absides ouvertes directement sur trois nefs, sans transept. Les murs en petit appareil, sans contreforts, ne devaient supporter qu'une charpente. Le mur sud et l'absidiole méridionale appartiennent à cette première construction. Au siècle suivant, pour construire des voûtes, on élève des contreforts extérieurs en moyen appareil, et à l'intérieur des colonnes engagées qui portent les doubleaux. À l'extérieur, une corniche à modillons séparés par des métopes couronne les murs. Un avant-corps dans lequel est placé le portail renforce le mur sud. Par suite de défauts dans la construction, la partie nord est refaite et l'absidiole nord renforcée par un contrefort démesuré, tandis que l'ensemble des murs sont surélevés dans un but défensif.
Le portail de l'église a été inscrit à l'inventaire des monuments historiques en 1927 ; Cette protection est étendue à la totalité de l'église en 2015.

## Architecture
L'église a, à l'angle nord-ouest, un clocher de plan carré surmonté d'un étage octogonal coiffé d'un bulbe, et flanqué  à l'est d'une tourelle d'escalier cylindrique.
L'intérieur présente une double nef, terminée par deux absides en hémicycle rehaussées au XIVe siècle, celle du nord s'appuyant sur un énorme contrefort. La nef principale est au nord. Le chœur est formé de neuf arcatures aveugles en plein cintre, reposant sur des colonnes avec chapiteaux historiés.
La nef est voûtée en berceau brisé et possède des chapiteaux romans. L'abside est voûtée en cul-de-four sur arcs en plein cintre.
Le porche, à peu près au milieu de la façade sud et dans un massif en légère saillie, a des chapiteaux à personnages et est surmonté d'une corniche à trois rangs de billettes et modillons à figures grotesques. Trois baies gothiques à remplages éclairent cette façade.

### Galerie de photographies

#### Extérieur
Le clocher donjon possède des contreforts en échelons. Il est coiffé d'un pavillon bulbeux élaboré. Les fenêtres ont été refaites. Elles sont à remplages gothiques.

A l'extérieur du porche côté droit au niveau de la septime pierre en partant du sol, une étrange pierre sculptée

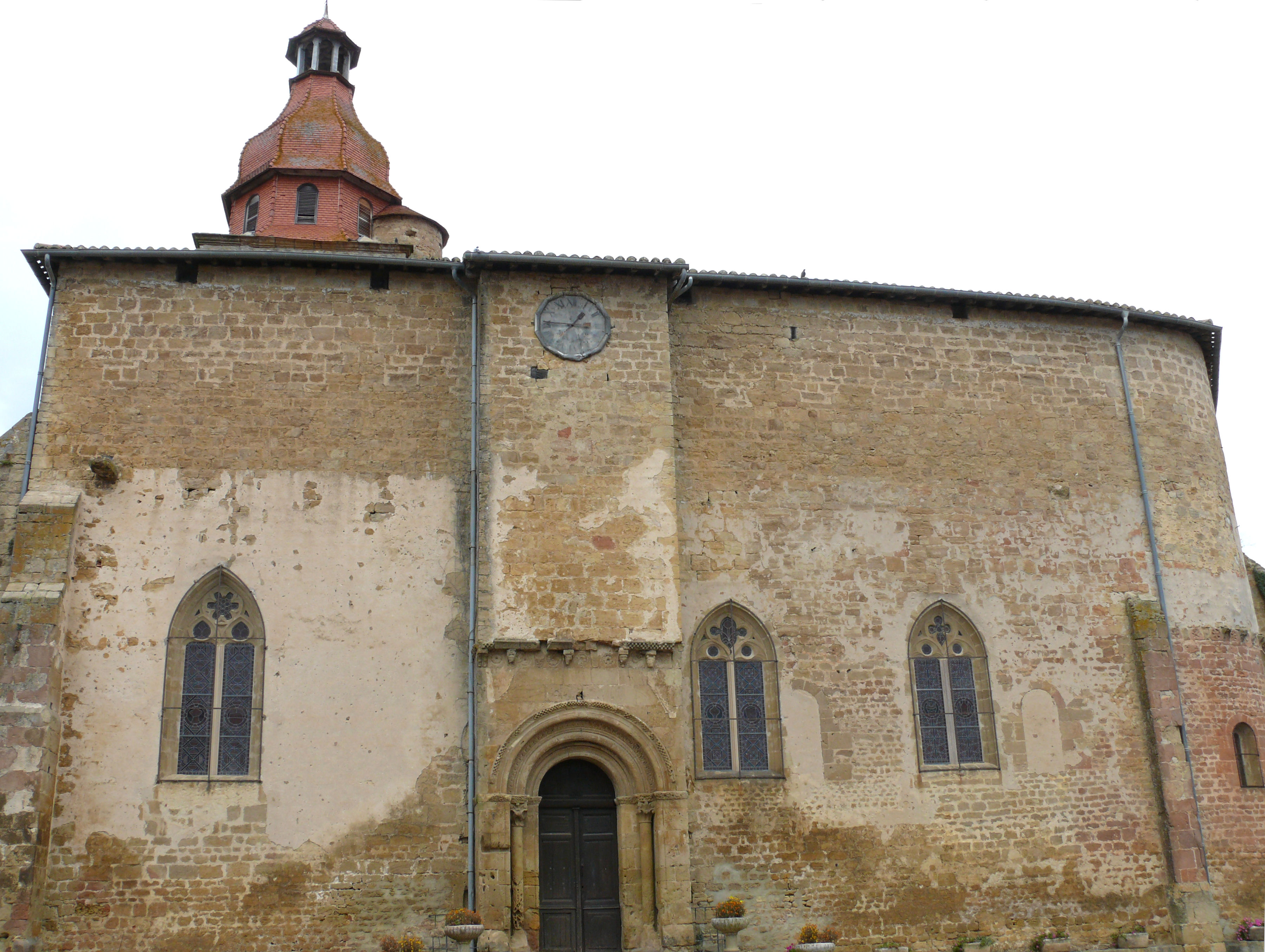
Façade sud.
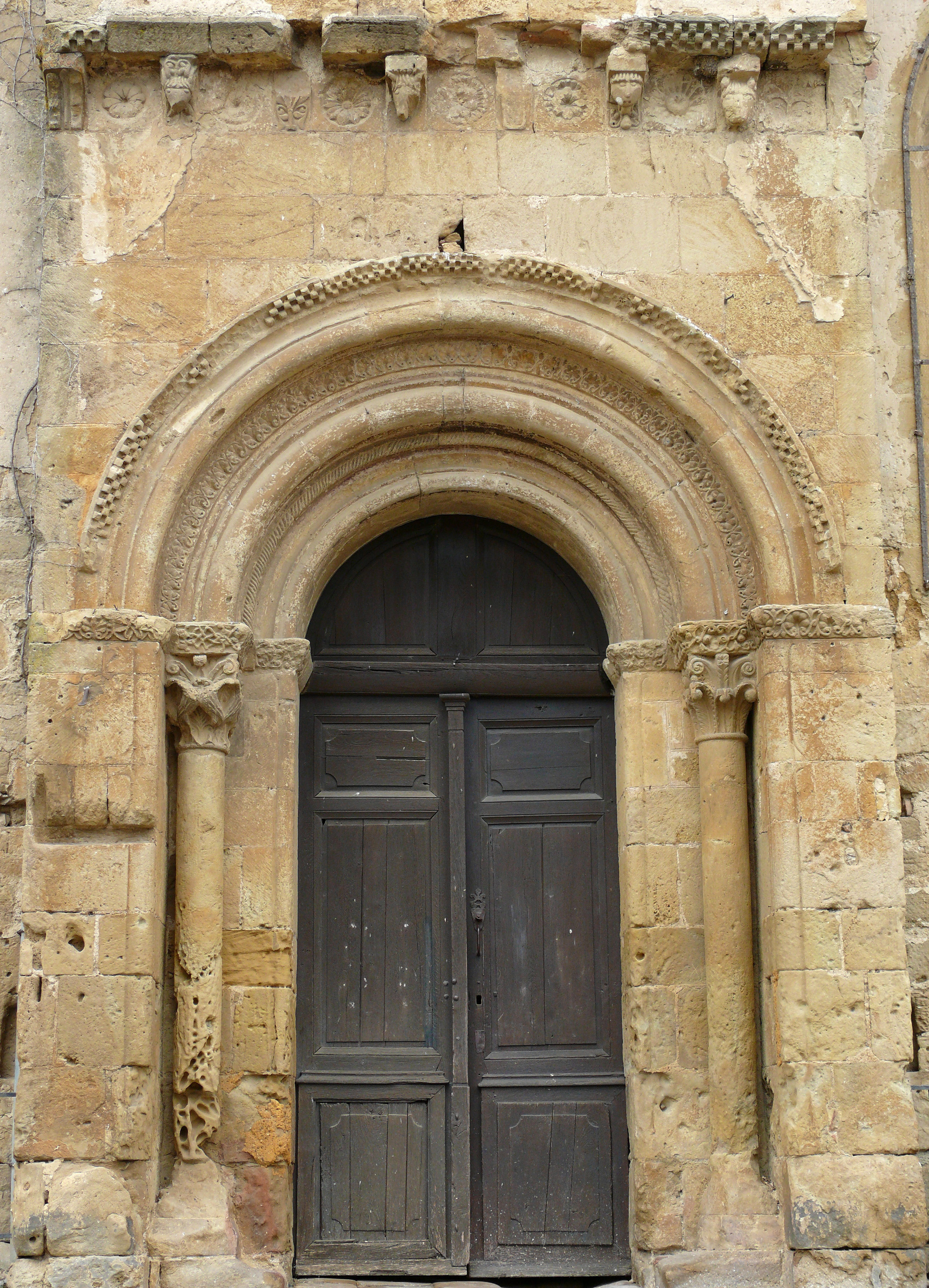
Portail.
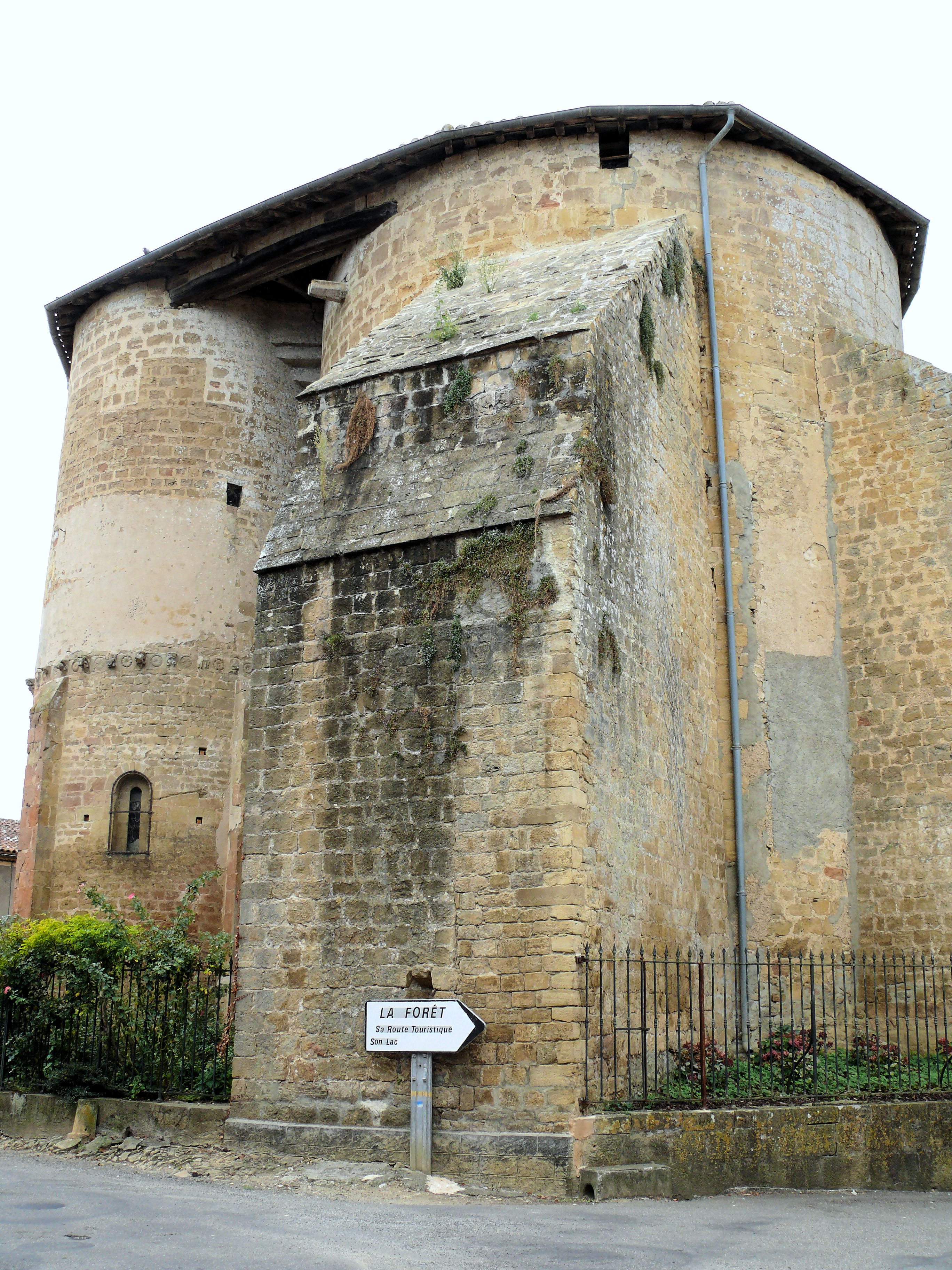
Chevet.
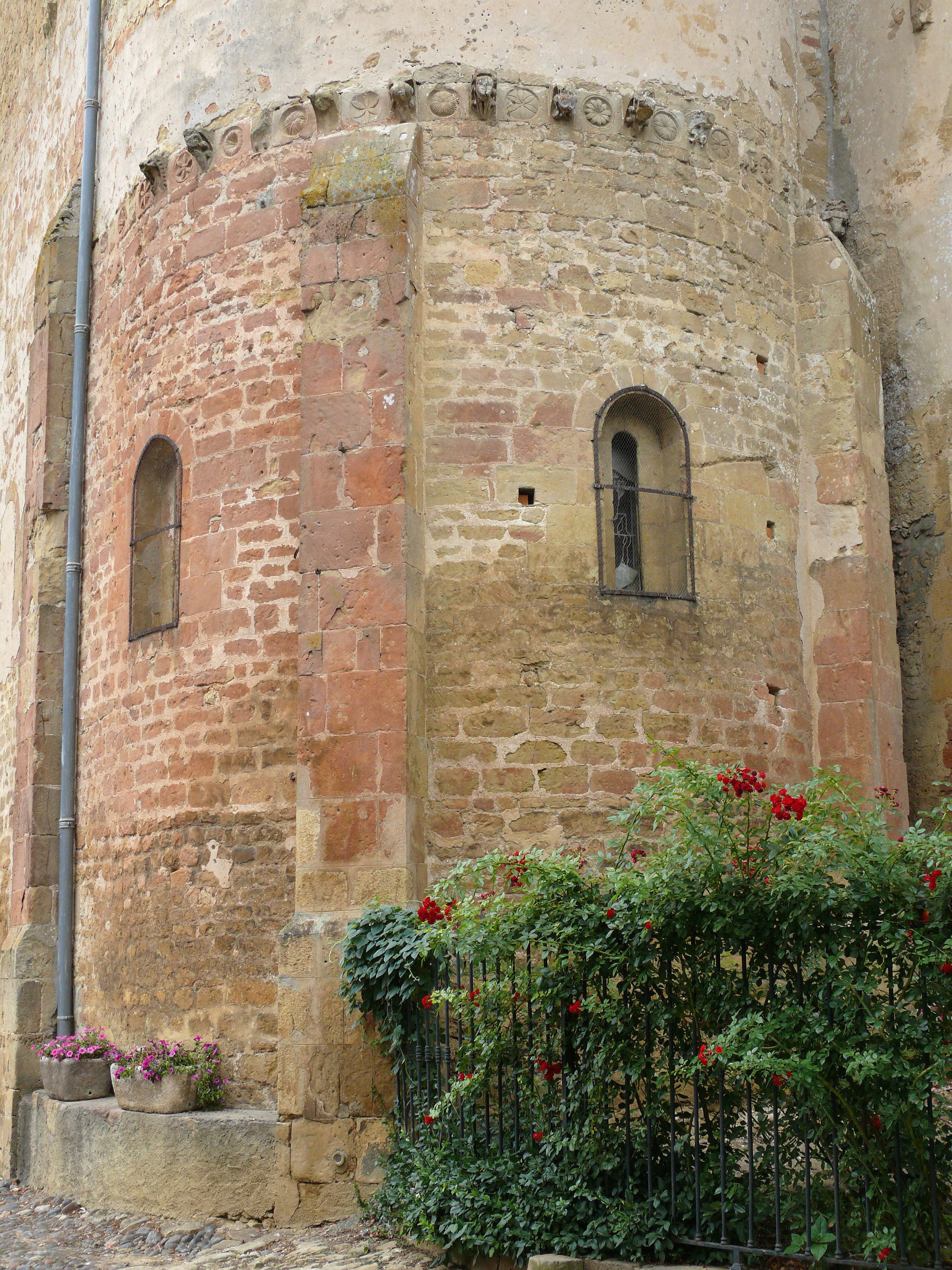
Absidiole sud.

#### Intérieur
À l'intérieur ce décor se compose des chapiteaux de l'arcature, du doubleau et de l'arc triomphal du sanctuaire ainsi que de ceux de l'arc d'entrée de l'absidiole méridionale. Deux chapiteaux sont plus particulièrement historiés. Sur l'un, on voit le Christ assis qui bénit de la main ; il est encadré de saint Pierre, reconnaissable à sa clé accompagné de deux apôtres porteurs de livre, et de l'autre côté par une femme qu'il prend par la main et de deux autres personnages.

Cette dernière scène est difficile à interpréter : peut-être s'agit-il de la résurrection de Lazare. Le deuxième chapiteau représente un thème fréquent dans l'Ouest de la France à savoir Daniel dans la fosse aux lions.

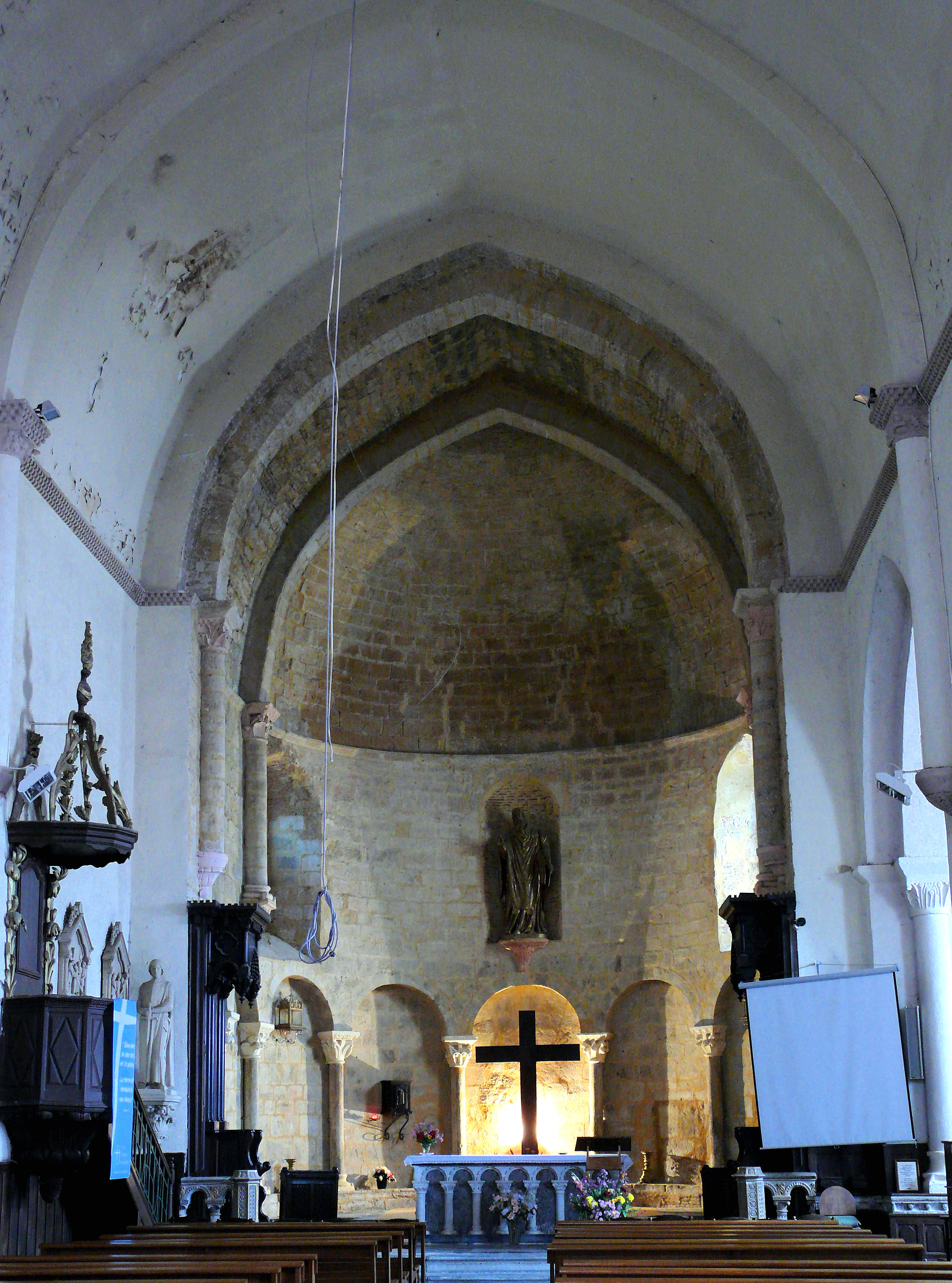
La nef et le chœur.
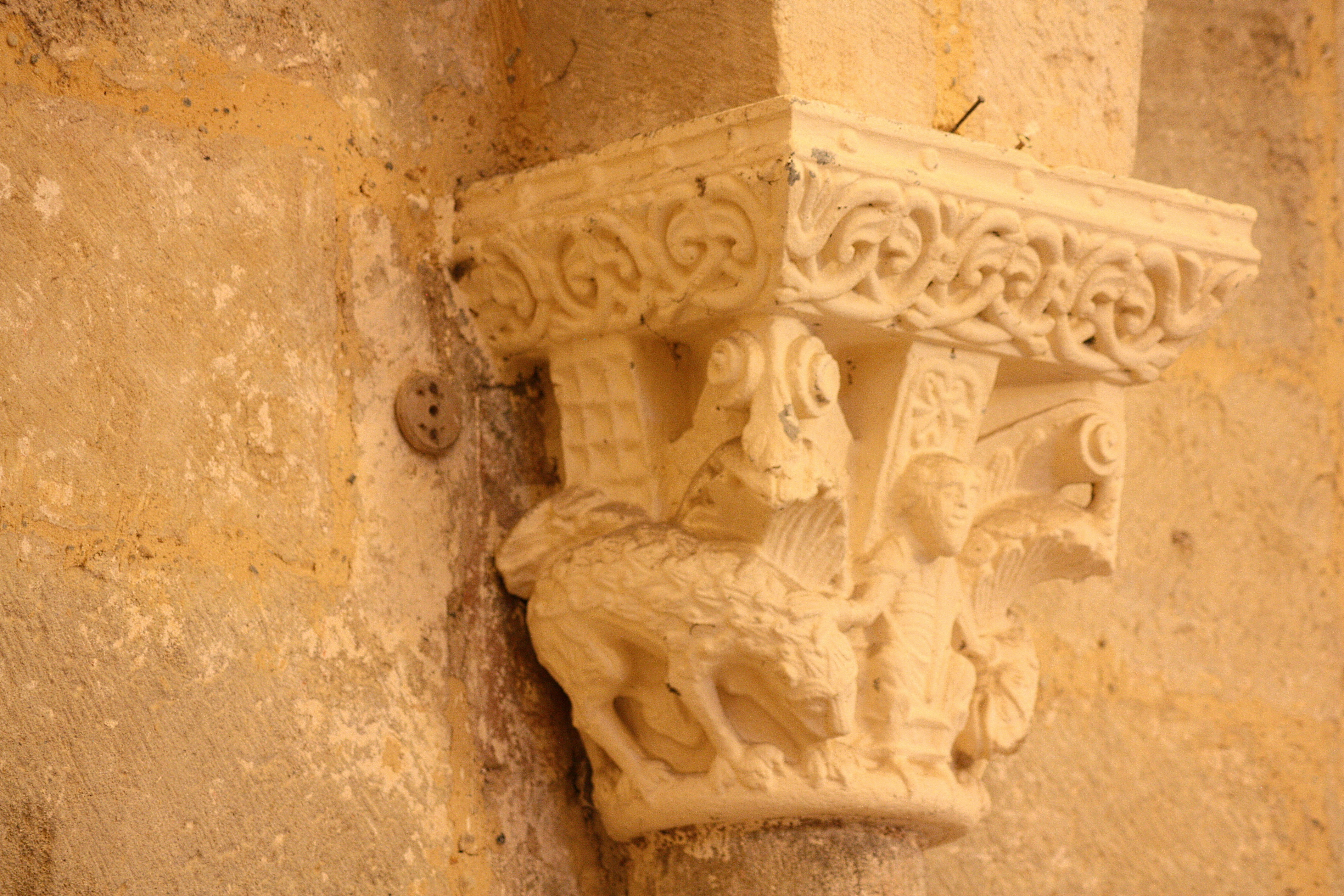
Chapiteau du chœur.